# Bank of New South Wales
La Bank of New South Wales (BNSW), en français banque de Nouvelle-Galles du Sud, également connue sous le nom de The Wales, est la première banque d'Australie. Elle est créée à Sydney en 1817 et se situe sur Broadway (en). Au cours du XIXe siècle, la banque ouvre des succursales dans toute l'Australie et la Nouvelle-Zélande, s'étendant à l'Océanie au XXe siècle. Elle fusionne avec de nombreuses autres institutions financières, pour finalement fusionner avec la Commercial Bank of Australia (en) en 1982 et être rebaptisée Westpac Banking Corporation le 4 mai de la même année en vertu du Bank of New South Wales (Change of Name) Act 1982.

## Historique

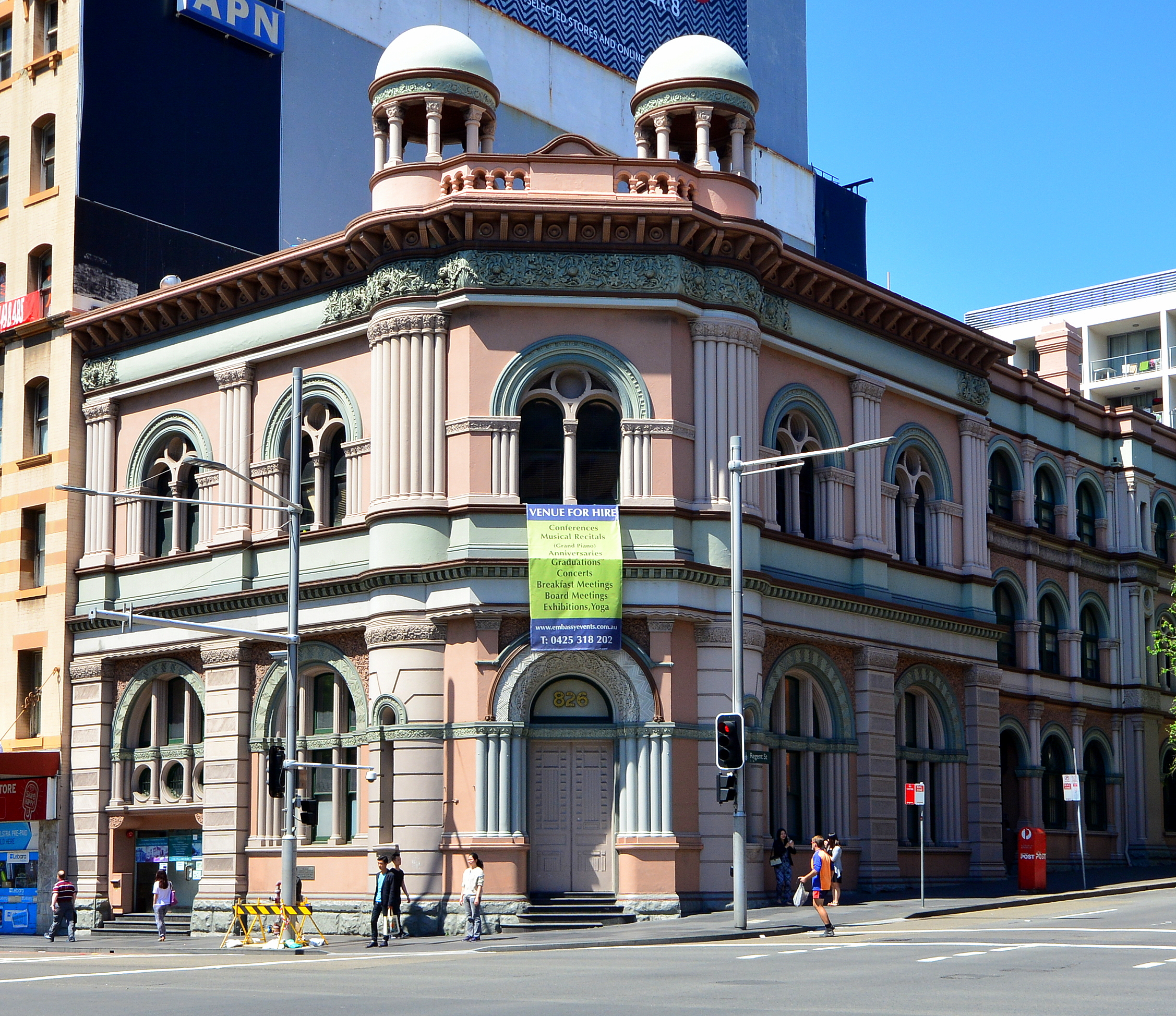
Ancienne Bank of New South Wales, Broadway, Sydney, conçue par.

Établie en 1817 dans des locaux loués à Mary Reibey (en) sur Macquarie Place, à Sydney, la Bank of New South Wales (BNSW) est la première banque d'Australie,. Elle est créée sous le régime économique du gouverneur Lachlan Macquarie (responsable de la transition de la colonie pénitentiaire de Sydney vers une économie capitaliste). À l'époque, la colonie de Sydney n'est pas approvisionnée en monnaie, le troc et les billets à ordre étant les moyens de paiement privilégiés. Le gouverneur Macquarie utilise lui-même du bétail et du rhum comme paiement pour la construction du Sydney Hospital (en) et de la route reliant Sydney à Liverpool. La suggestion de créer une banque est évoquée en mars 1810, mais ce n'est qu'en novembre 1816 qu'une réunion est organisée pour discuter de la possibilité réelle d'une telle proposition. En février 1817, John Thomas Campbell est élu premier président de la banque et Edward Smith Hall est son premier caissier et secrétaire,.

Au cours du XIXe siècle et au début du XXe siècle, la banque ouvre des succursales dans toute l'Australie et la Nouvelle-Zélande et, au XXe siècle, en Océanie. Elle s'implante notamment à Baie Moreton (Brisbane) en 1850, puis à Victoria (1851), en Nouvelle-Zélande (1861), en Australie-Méridionale (1877), en Australie-Occidentale (1883), aux Fidji (1901), en Papouasie (qui fait aujourd'hui partie de la Papouasie-Nouvelle-Guinée) (1910) et en Tasmanie (1910).

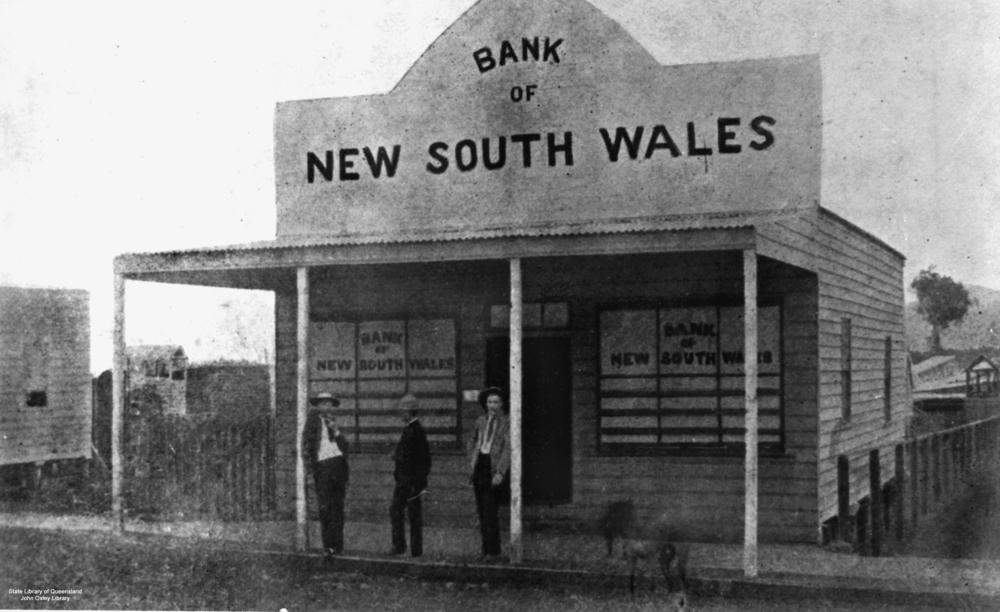
Succursale de la Bank of New South Wales à Port Douglas, Queensland, vers 1890.

Alors que l'année 1917 marque le centenaire de la banque, plus de 40 % des employés masculins sont envoyés vers le front de la Première Guerre mondiale et 134, sur les 793, y perdent la vie.
La banque traverse assez bien la Grande dépression des années 1930, ayant dès 1927 acquis la Western Australian Bank (en) et puis en 1931 l'Australian Bank of Commerce (en) qui a des succursales en Nouvelle-Galles du Sud et dans le Queensland,.
Durant la Seconde Guerre mondiale, les succursales à l'étranger (Papouasie) sont fermées et plus de 70 % du personnel est incorporé dans l'armée. Sur les 2 556 hommes et femmes ayant servi, 334 ne reviennent pas.
L'après guerre continue à voir la banque prospérer et elle investit à hauteur de 40 % dans l'Australian Guarantee Corporation (en) en 1957 pour finalement l'incorporer en 1988.
En 1981, la banque compte environ 1 349 succursales en Australie et dans le monde, notamment en Nouvelle-Zélande, à Londres, à New York, à Fidji, en Papouasie-Nouvelle-Guinée et à Singapour.
En 1982, la BNSW acquiert la Commercial Bank of Australia (en) et au mois de mai de la même année le parlement de Nouvelle-Galles du Sud adopte le Bank of New South Wales (Change of Name) Act 1982, qui change le nom de la Bank of New South Wales en Westpac Banking Corporation,.

## Armoiries

Armoiries accordées en 1931.

En 1931, la banque reçoit des armoiries du College of Arms, symbolisant l'acquisition de la Western Australian Bank en 1927. Les armoiries représentaient un émeu et un cygne noir (qui symbolise (en) l'Australie-Occidentale) rampants soutenant un bouclier surmonté d'un kangourou et de l'emblème du soleil levant. Sur le bouclier figurent un navire, deux gerbes de blé, un mouton, une vache et un pic et une bêche croisés, représentant les principales industries de l'Australie de l'époque : pastorale, agricole, minière et maritime. La devise incluse est « Sic fortis Etruria crevit », traduite par « Ainsi forte, Étrurie a prospéré », un vers tiré des second Géorgiques de Virgile et une des premières devises de la colonie de Nouvelle-Galles du Sud.
Ces armoiries remplacent les armoiries originales connues sous le nom de « Advance Australia Arms » qui sont similaires aux premières armoiries de l'Australie utilisées jusqu'en 1910. Le bouclier de ces armoiries est conservé dans les armoiries de 1931.

## Galerie

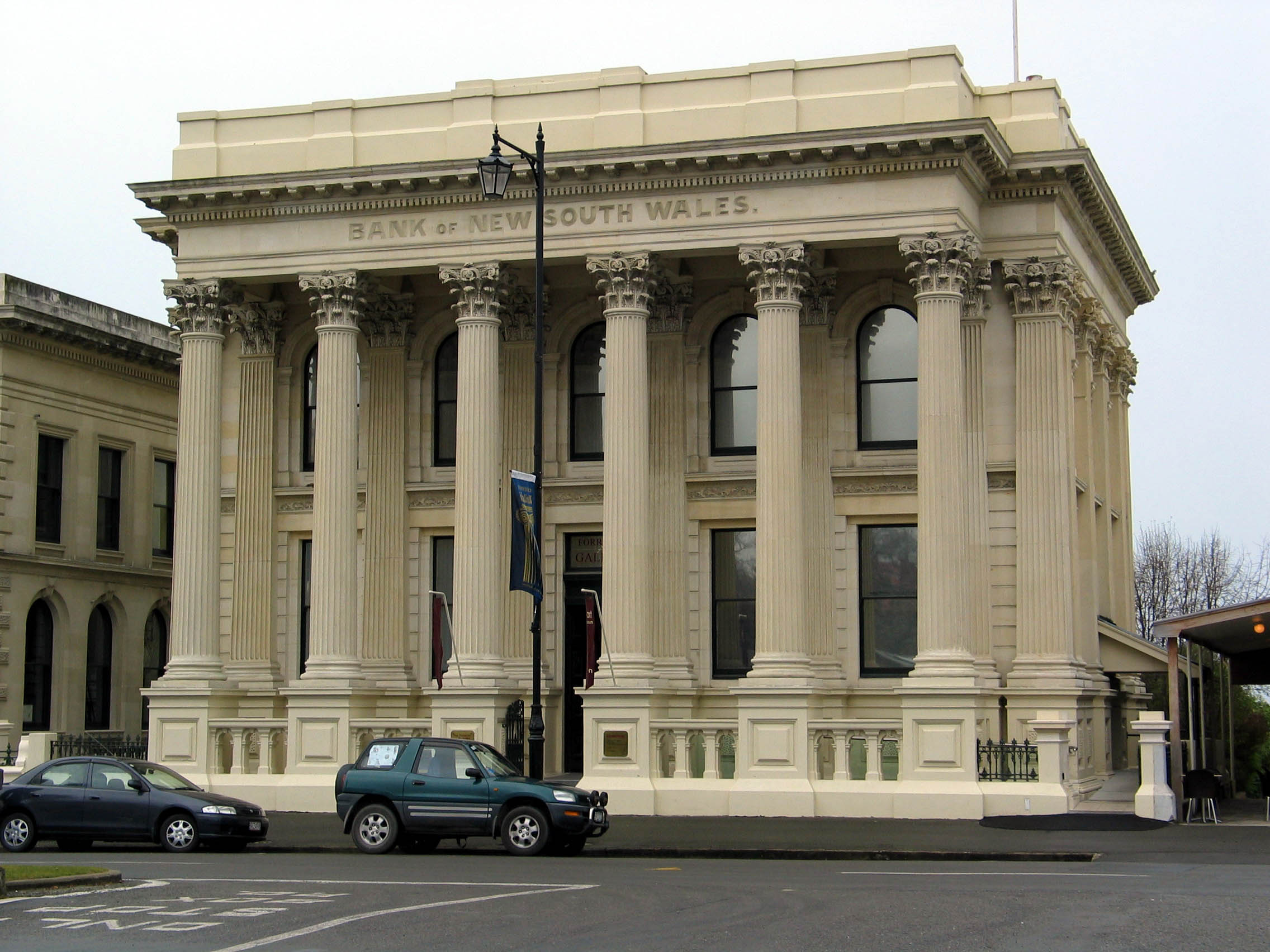
Succursale à Oamaru, Nouvelle-Zélande.
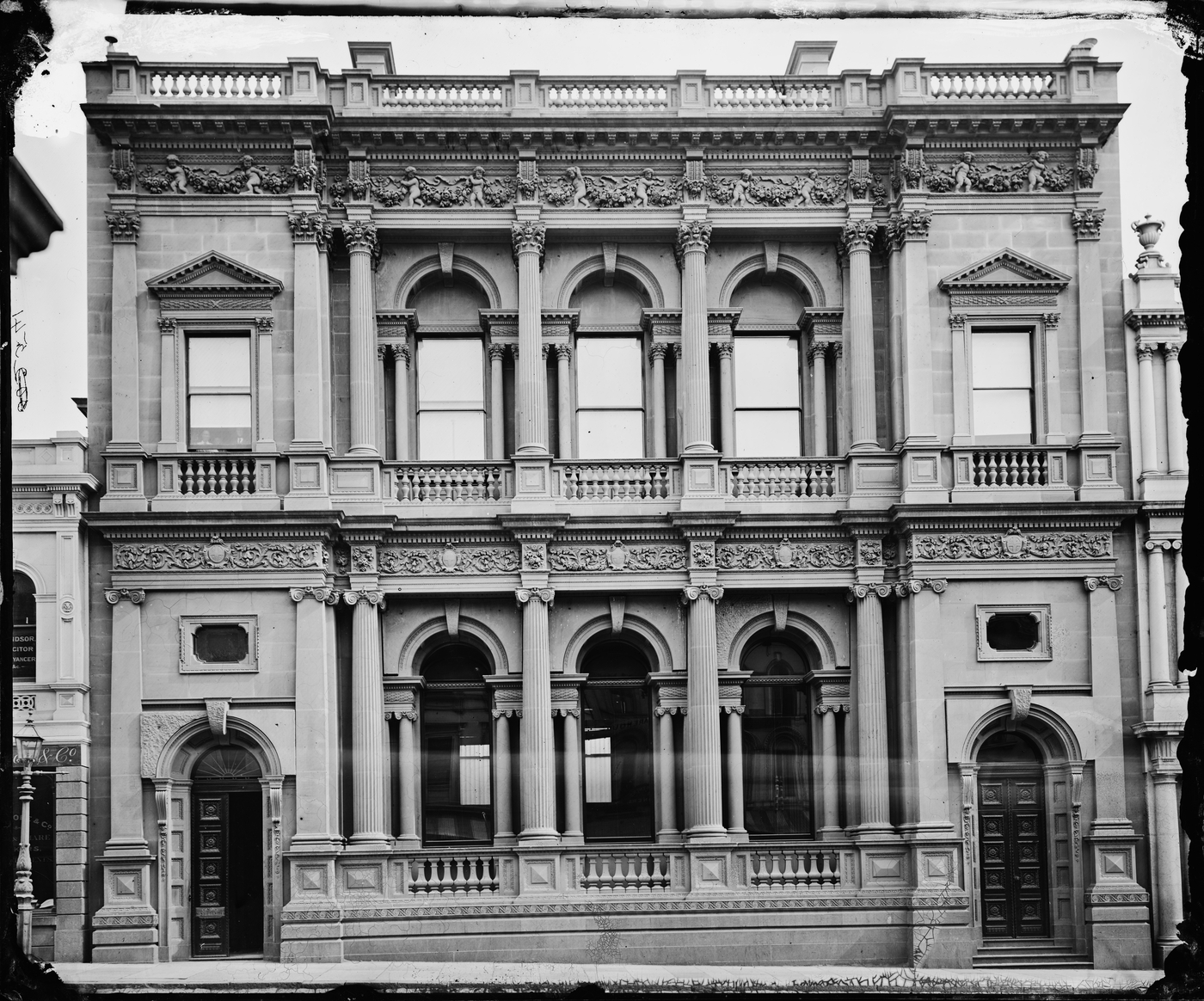
Succursale à Melbourne.
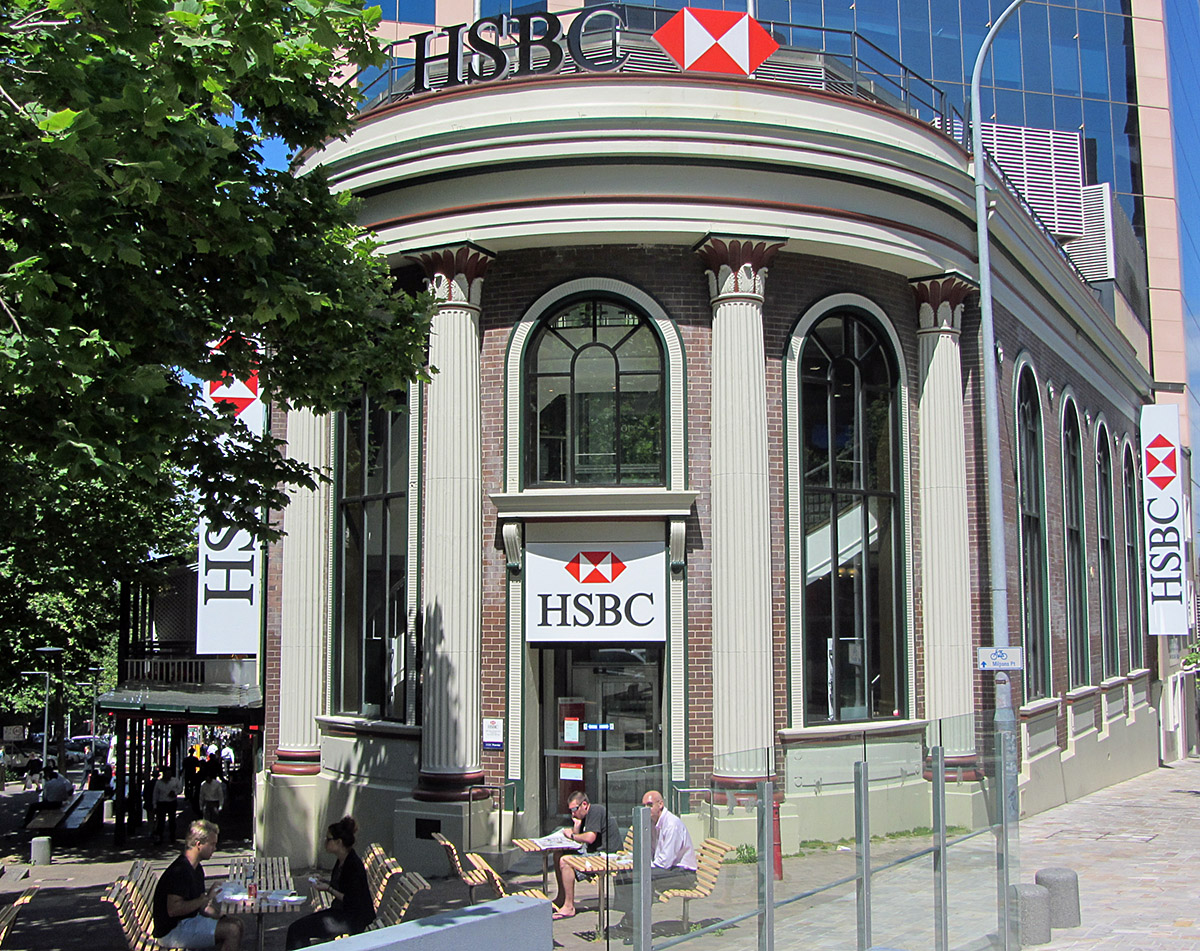
Succursale à North Sydney (en).